# Tabitha Love
Tabitha Ashly Love (* 11. September 1991 in Brandon, Kanada) ist eine kanadische Volleyball-Nationalspielerin.

## Karriere
Ihre Profilaufbahn begann Love an den Universitäten von Minnesota und Kalifornien. Im Anschluss spielte sie 2013 für den puerto-ricanischen Klub Criollas de Caguas. Es folgte ein einjähriges Gastspiel in Polen bei Budowlani Łódź, bevor Love für den aserbaidschanischen Topklub Azerrail Baku angriff. Zur Saison 2015/16 wechselte sie in die Bundesliga zum Schweriner SC. In Schwerin wurde Love nach einer Bauchmuskelverletzung zu Beginn der Saison schnell zur Leistungsträgerin auf der Diagonal-Position. Sieben Mal wurde sie mit der Goldenen Medaille als beste Spielerin des Spiels geehrt. International konnte sie mit dem Verein im CEV-Pokal ins Halbfinale einziehen und scheiterte erst dort gegen Galatasaray Istanbul. In der Deutschen Meisterschaft scheiterte man ebenfalls im Halbfinale an Allianz MTV Stuttgart.  Nach der Saison erhielt sie ein lukratives Angebot aus Südkorea und wechselte zu Incheon Heungkuk Life Pink Spiders. Im Juni 2017 wurde bekannt, dass Love zum französischen Champions-League-Teilnehmer ASPTT Mulhouse wechseln wird. Nachdem sich Love im Juli 2017 beim Pan-American-Cup mit der kanadischen Nationalmannschaft eine Schulterverletzung zuzog, kam der Vertrag nicht mehr zustande.
Seit 2013 ist Love für die kanadische Nationalmannschaft aktiv.